# Mönch-Monolith

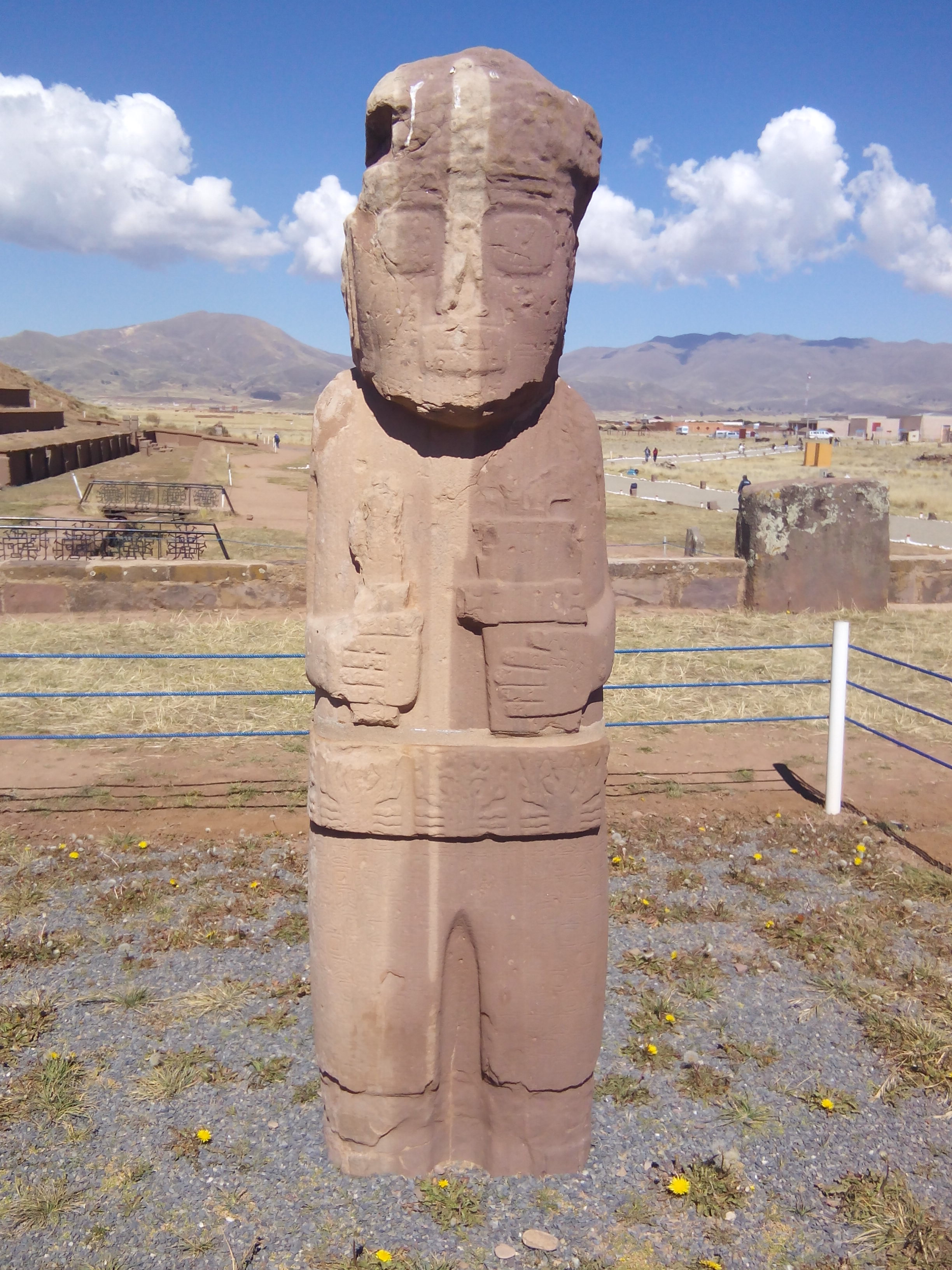
Der Monolith von vorne

Die El-Fraile-Stele, auch El-Fraile-Monolith (fraile spanisch für Mönch) bzw. Mönch-Monolith, ist eine Stele bzw. ein Monolith der Tiwanaku-Kultur und befindet sich in der Ruinenstätte Tiwanaku in Bolivien in der südwestlichen Ecke von Kalasasaya.

## Basisdaten
Der aus Sandstein bestehende Monolith ist 2,5 m (mit Sockel über 3 m) groß und zeigt eine Figur, die keine Körper-Ikonografie aufweist. Er ist der einzige der „großen Drei“ (Ponce-Monolith, Bennett-Monolith und El-Fraile-Monolith), dessen Körperikonografie keine „Prozessionsfiguren“ und insbesondere keine „frontal abgebildete Figur“ aufweist. Er befindet sich in der südwestlichen Ecke von Kalasasaya (an diesem Ort Januar 1877 ausgegraben) und ist einem bestimmten Monolithen-Genre der Tiwanaku-Kultur zuzuordnen, den sogenannten Präsentationsmonolithen. Der Geograph Gerhard Gerold zählt den Mönch-Monolithen zu den bedeutenden Stelen von Tiwanaku. In seinen Händen hält er zwei Objekte, von denen das Objekt, welches er in seiner linken Hand hält, als Qiru (ein spezifisches Trinkgefäß der Tiwanaku-Kultur) gedeutet wird. Im Gegensatz zur Ponce-Stele, die sich ebenfalls im Innenhof von Kalasasaya befindet, ist die El-Fraile-Stele stark erodiert.

## Geschichte
Als Ephraim G. Squier Tiwanaku in den 1860er-Jahren besuchte, war die Stele höchstwahrscheinlich noch vergraben. Alfons Stübel berichtete über den Fund der Stele im Januar 1877. Während seines Besuchs lag die Stele noch „in einer Vertiefung“. Kurz nach der Entdeckung ist die Stele wieder mit Erde bedeckt worden. Von wem die Stele wieder aufgerichtet wurde, sodass Ernst Wilhelm Middendorf sie zehn Jahre später zu Gesicht bekam, ist unbekannt. Zu den ersten Fotografien, welche die Stele zeigen und die wahrscheinlich um das Jahr 1900 herum entstanden, gehören diejenigen des deutschen Amateurarchäologen Arthur Posnansky. Er veröffentlichte in seinem Buch Eine praehistorische Metropole in Südamerika (1914) eine Fotografie mit der Beschriftung „Idol im Palast Kalasasaya“, die die El-Fraile-Stele zeigt.

## Name
Möglicherweise gaben die spanischen Eroberer der Stele den Namen El Fraile (deutsch: der Mönch), weil er sie an einen, ihre Bibel umklammernden Mönch erinnerte. Alfons Stübel und Max Uhle beschreiben den Mönch-Monolithen und den Pumapunku-Monolithen als „zwei gigantische Bildsäulen aus rothem Sandstein“. Den El-Fraile-Monolith bezeichnen sie als „Bildsäule von Ak-kapana [damaliger Name für Kalasasaya]“, während sie den Namen „El Fraile“ für eine andere weniger bekannte Stele verwenden, die keinen Bezug zur Stele hat, die heute den Namen „El Fraile“ trägt.

## Ikonografie

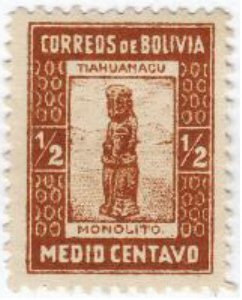
Briefmarke aus dem Jahr 1916 mit der El-Fraile-Stele als Motiv

Das ikonografische Thema des „Gürtels“ des Mönch-Monolithen zeigt wie oft fälschlicherweise behauptet keine Meereskrabben, sondern vegetative Bilder. Anna Guengerich und John W. Janusek weisen darauf hin, dass es sich bei den Darstellungen am „Gürtel“ des Mönch-Monolithen um sprießende Pflanzen handelt. In der linken Hand hält die Figur einen Qiru und in der rechten Hand einen Gegenstand, der von Alfons Stübel und Max Uhle wie folgt beschrieben wird: „Der Gegenstand […] setzt sich zusammen aus einem kopfartigen Theile und einem Hefte, in welches der erstere eingefügt ist.“ Diese Komposition wird für gewöhnlich als Schnupftablett inklusive Röhrchen zum Inhalieren interpretiert. Bei der Bekleidung handelt es sich nach Stübel und Uhle nicht um eine Hose, sondern eher um „eine den Unterkörper rockartig umgebende Gewandung“. Die sich wiederholenden Symbole, die diese rockartige Gewandung zieren, werden vom US-amerikanischen Archäologen Wendell Clark Bennett als „einfache Gesichter und Scheiben“ beschrieben. Die „Scheiben“ können genauer als konzentrische Kreissymbole angegeben werden. Juan Carlos Quiroga u. a. interpretieren die konzentrischen Kreissymbole dieser rockartigen Gewandung als Anadenanthera colubrina-Samen. Diese seien vergleichbar zu denen der rockartigen Gewandung des Ponce-Monolithen, des Bennett-Monolithen und des „Tesoro de San Sebastián“. Die Ornamente des Gewands und eines der zwei (unvollendeten) Pflanzensymbole wurden von Stübel und Uhle mithilfe von Papierabdrücken exakt reproduziert.

## Vandalismus
Am 24. Februar 2021 besprühten christliche Fanatiker im Rahmen eines „religiösen Aktes“ sowohl das Sonnentor von Tiwanaku als auch den Mönch- und den Ponce-Monolithen mit Olivenöl. Dies könne nach der Meinung eines Konservierungsexperten möglicherweise zu einer Verschlechterung der lithischen Struktur der über 1500 Jahre alten Monolithen führen.

## Galerie

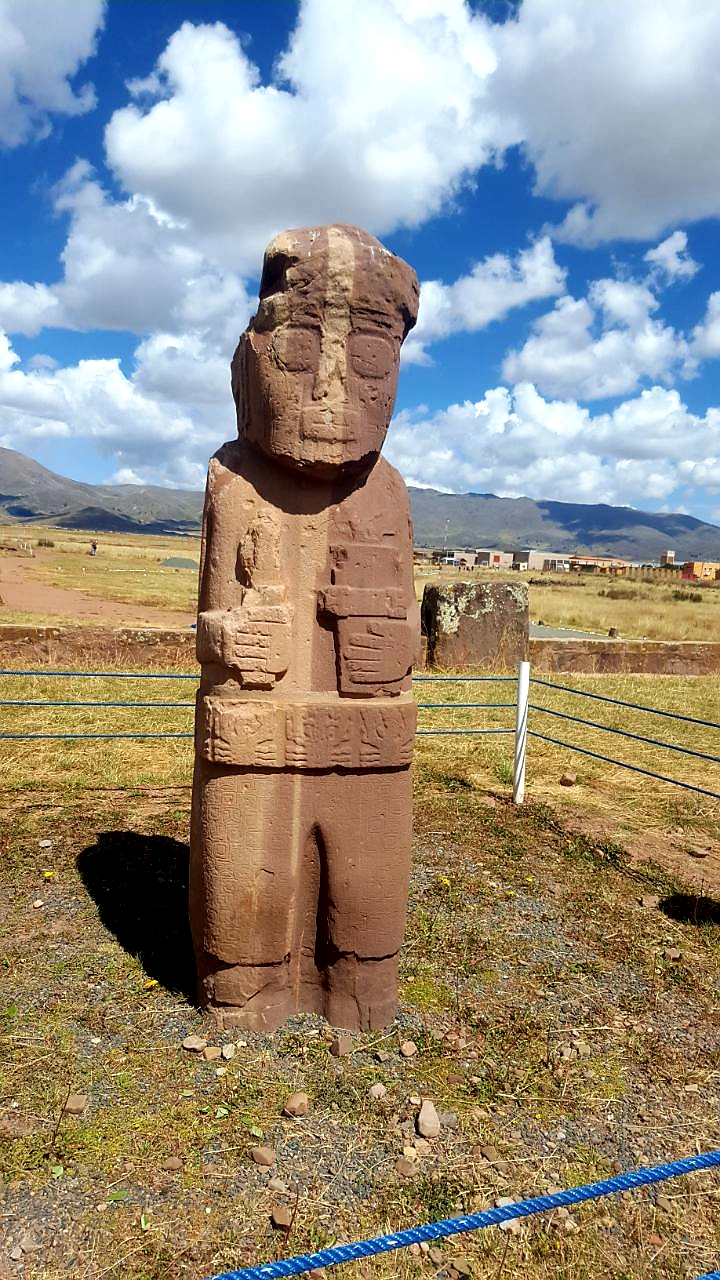
Frontalansicht
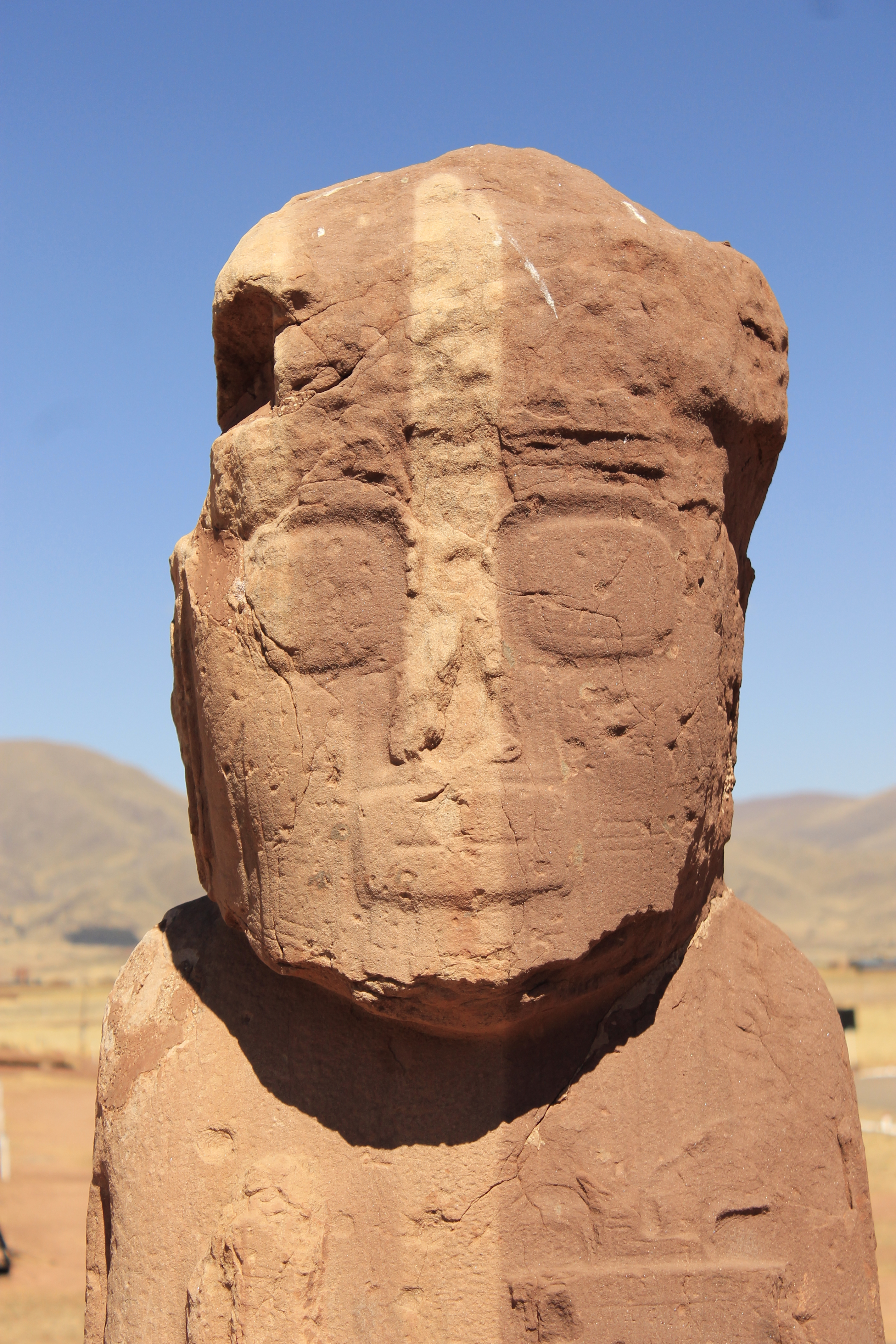
Stark erodiertes Gesicht des Mönch-Monolithen
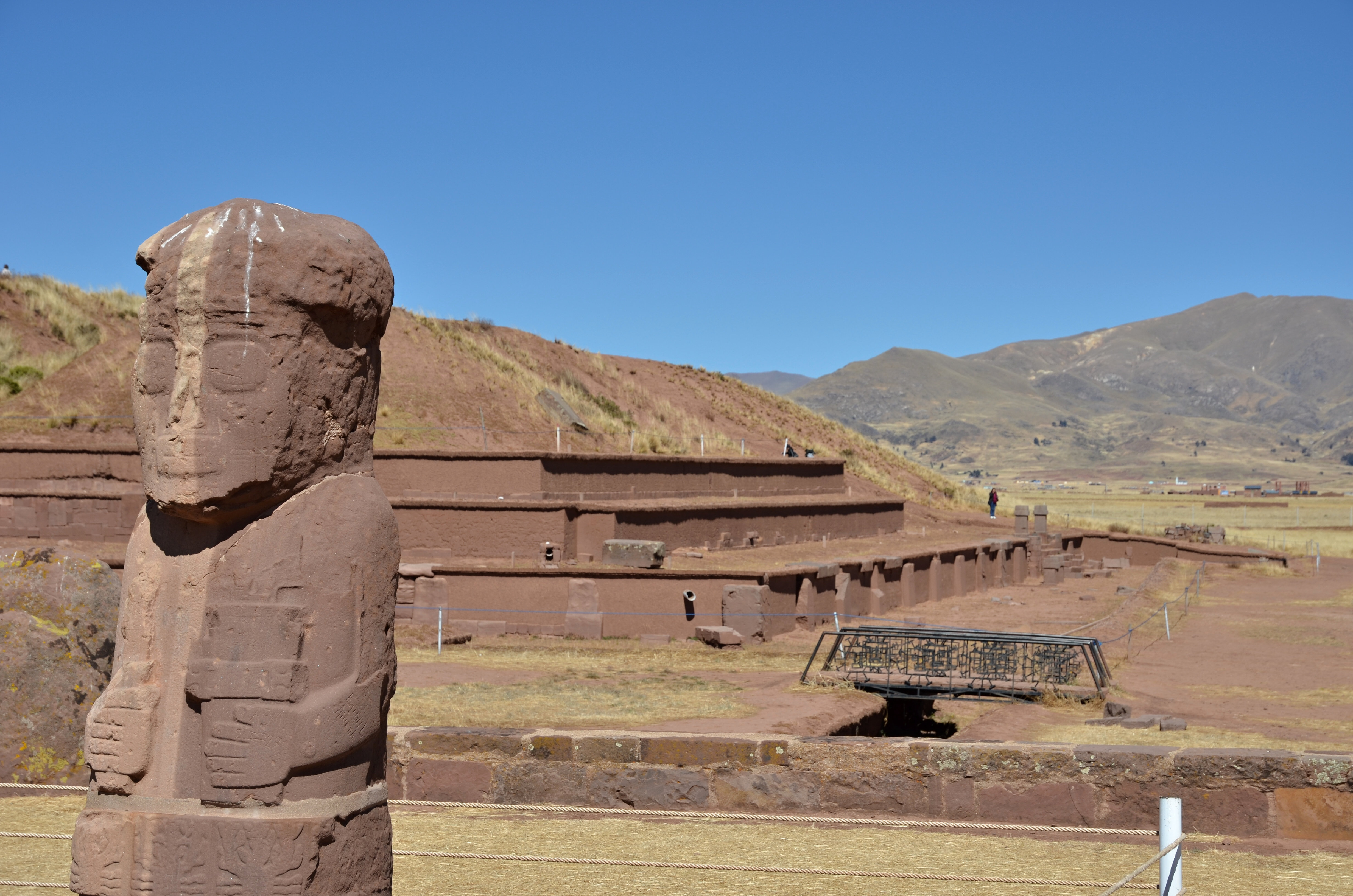
Seitenansicht mit  Akapana-Komplex im Hintergrund
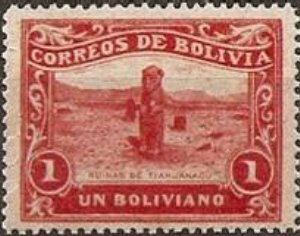
Briefmarke aus dem Jahr 1914 mit der El Fraile-Stele als Motiv
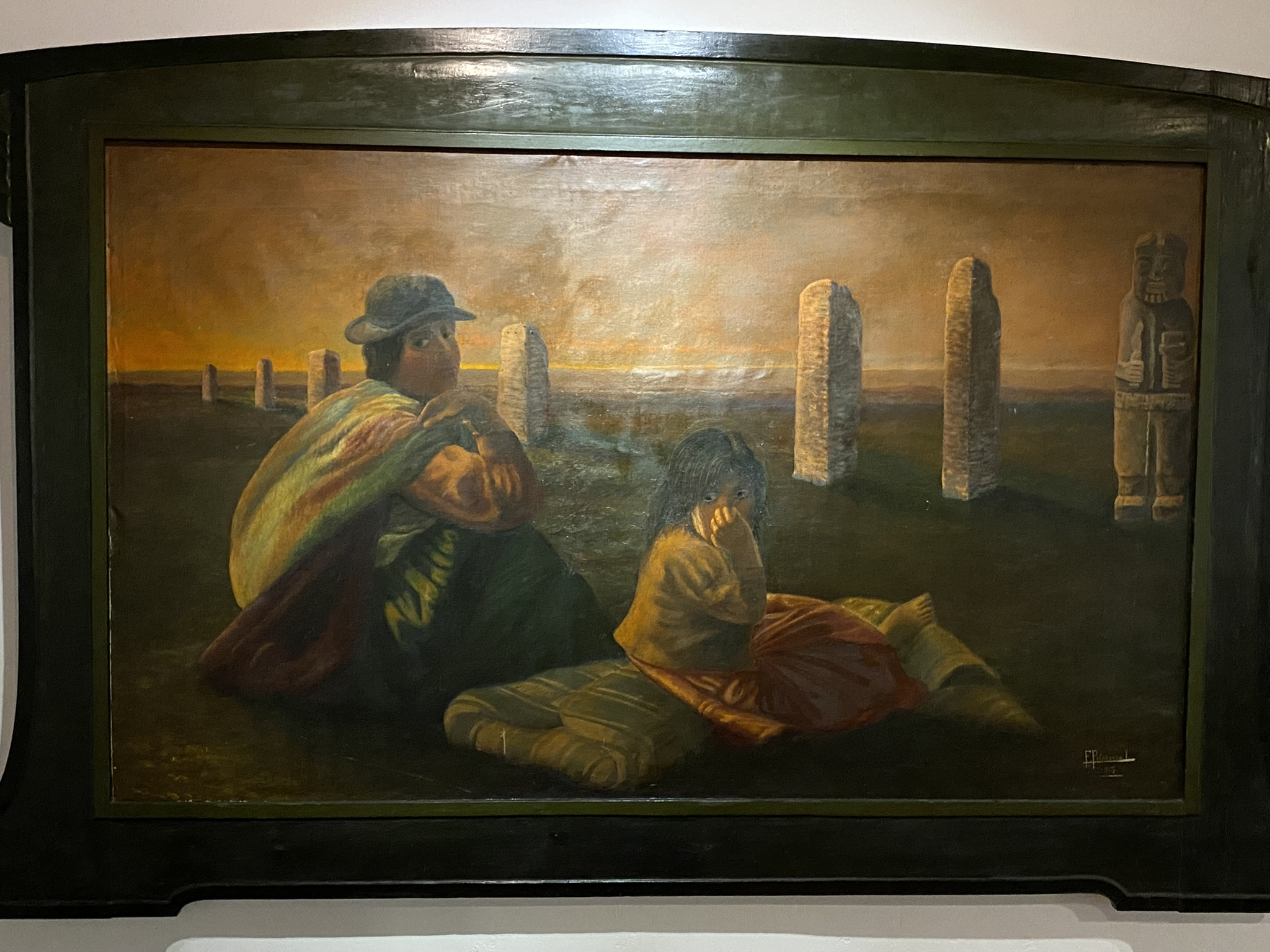
Paisaje de Tiwanaku von Fernando Peñarada im Museo Nacional de Arte de Bolivia